# Морени
Морени (рум. Moreni) град је у у средишњем делу Румуније, у историјској покрајини Влашка. Морени је други по важности град у округу Дамбовица.
Морени према последњем попису из 2002. године има 20.941 становника.
Око Моренија се налазе најбогатија налазишта нафте у Румунији.

## Географија
Град Морени налази се у северном делу покрајине Влашке. Од седишта државе, Букурешта, Морени је удаљен око 90 км северно.
Град лежи на реци Ледери, подно Карпата, на месту где река из планинског дела излази у Влашку низију. Надморска висина града је приближно 260 метара.

## Становништво
У односу на попис из 2002, број становника на попису из 2011. се смањио.
| 1966.  | 1977.  | 1992.  | 2002.  | 2011.  |
| ------ | ------ | ------ | ------ | ------ |
| 11.659 | 17.737 | 22.886 | 22.868 | 18.687 |

Румуни чине већину становништва Моренија, а од мањина присутни су само Роми.